# Bea Malecki
Bea Malecki (Estocolmo, 23 de agosto de 1991) es una artista marcial mixta sueca. Profesional desde 2017, actualmente compite en la división de peso gallo de Ultimate Fighting Championship (UFC).

## Primeros años
Los padres de Malecki llegaron a Suecia cuando tenían unos 30 años, y Malecki hablaba polaco en casa. Malecki tenía 19 años cuando probó las artes marciales por primera vez. Como boxeadora tailandesa, ganó el Campeonato de Suecia, el Campeonato de Europa y la Copa del Mundo.
Fuera de las MMA, Malecki es ingeniera mecánica y se licenció en el Real Instituto de Tecnología de Estocolmo (Suecia).

## Carrera de artes marciales mixtas

### Carrera temprana
Malecki debutó como amateur contra Helin Paara en el International Ring Fight Arena 12. Ganó la pelea por un nocaut técnico en la segunda ronda.
Malecki hizo su debut profesional contra Faith Davis, para la inauguración por el título de peso pluma de ExciteFight MMA, en ExciteFight Conquest of the Cage el 4 de noviembre de 2017. Malecki ganó la pelea por una sumisión en la primera ronda.
Malecki estaba programada para luchar contra la debutante Tracy Smith en Conquest of the Cage el 2 de febrero de 2018. Malecki ganó la pelea por nocaut técnico, deteniendo a su oponente después de solo 22 segundos.
El 11 de julio de 2018, se reveló que Malecki sería una de las luchadoras presentadas en The Ultimate Fighter: Heavy Hitters. Ella fue la sexta elección para el equipo Gastelum. Malecki perdió el combate de cuartos de final contra Leah Letson por decisión unánime.

### Ultimate Fighter Championship
Malecki hizo su debut en la promoción contra Duda Santana en UFC Fight Night: Gustafsson vs. Smith el 1 de junio de 2019. Ganó el combate por sumisión en el segundo asalto.
Hizo su segunda aparición en la organización contra Verónica Macedo en UFC Fight Night: Lee vs. Oliveira el 14 de marzo de 2020. Perdió el combate por decisión unánime.
Se esperaba que Malecki se enfrentara a Tracy Cortez en UFC Fight Night: Moraes vs. Sandhagen el 11 de octubre de 2020. Sin embargo, Malecki se retiró del combate y fue sustituida por Stephanie Egger.
Malecki estaba entonces programada para enfrentarse a Norma Dumont en UFC on ABC: Vettori vs. Holland el 10 de abril de 2021. Sin embargo, se retiró del combate por un motivo no revelado y fue sustituida por Erin Blanchfield.
Malecki se enfrentó a Josiane Nunes en UFC on ESPN: Cannonier vs. Gastelum el 21 de agosto de 2021. Perdió el combate por nocaut en el primer asalto.

## Campeonatos y logros

### Muay Thai
- 2016: Copa del Mundo de Boxeo Muay Thai - 1er puesto en la categoría de -67 kg (Jönköping).[4]

## Récord en artes marciales mixtas
| Resultado | Récord | Oponente        | Método                                         | Evento                                | Fecha                  | Ronda | Tiempo | Localización               | Notas                                                 |
| --------- | ------ | --------------- | ---------------------------------------------- | ------------------------------------- | ---------------------- | ----- | ------ | -------------------------- | ----------------------------------------------------- |
| Derrota   | 4-1    | Josiane Nunes   | KO (puñetazo)                                  | UFC on ESPN: Cannonier vs. Gastelum   | 21 de agosto de 2021   | 1     | 4:54   | Las Vegas, Nevada          |                                                       |
| Victoria  | 4-0    | Verónica Macedo | Decisión (unánime)                             | UFC Fight Night: Lee vs. Oliveira     | 14 de marzo de 2020    | 3     | 5:00   | Brasilia                   |                                                       |
| Victoria  | 3-0    | Duda Santana    | Sumisión (estrangulamiento por detrás)         | UFC Fight Night: Gustafsson vs. Smith | 1 de junio de 2019     | 2     | 1:59   | Estocolmo                  | Debut en el peso gallo.                               |
| Victoria  | 2-0    | Tracy Smith     | TKO (puñetazos)                                | Conquest of the Cage                  | 2 de febrero de 2018   | 1     | 0:22   | Airway Heights, Washington |                                                       |
| Victoria  | 1-0    | Faith Davis     | Sumisión técnica (estrangulamiento por detrás) | ExciteFight Conquest of the Cage      | 4 de noviembre de 2017 | 1     | 2:59   | Airway Heights, Washington | Ganó el Campeonato de Peso Ligero de ExciteFight MMA. |